# Puretty
Puretty (Hàn Quốc: 퓨리티) là một nhóm nhạc thần tượng nữ Nhật Bản gồm các thành viên là người Hàn Quốc được thành lập bởi DSP Media trong năm 2012.Nhóm ra mắt vào tháng tám tại Nhật Bản với ca khúc "Cheki ☆ Love" được dùng làm nhạc nền cho anime Pretty Rhythm: Dear My Future. Nhóm cũng đã được lên kế hoạch để ra mắt tại Hàn Quốc. Ngày 14 tháng 1 năm 2014, DSP Media thông báo rằng nhóm đã tan rã và các thành viên sẽ ra mắt ở các nhóm khác trong tương lai.

## Lịch sử
Vào tháng 1 năm 2012, DSP Media đã thông báo rằng họ sẽ ra mắt một nhóm chị em mới Kara và Rainbow.Tạm gọi là DSP Girls, nhóm tiết lộ kế hoạch để ra mắt đồng thời ở cả Hàn Quốc và Nhật Bản thông qua anime Pretty Rhythm: Dear My Future.
Puretty tổ chức biểu diễn chính thức đầu tiên của họ tại Tokyo Toy Show 2012 vào ngày 15 tháng Sáu, thúc đẩy họ debut single tiếng Nhật "Cheki ☆ Love".
Vào ngày 17 tháng 1 năm 2014, DSP Media thông báo rằng nhóm đã tan rã và khả năng các thành viên sẽ ra mắt với các nhóm khác trong tương lai. Hyein đã trở thành một nữ diễn viên dưới Starhaus Entertainment và Jaeeun trở lại trường để tiếp tục việc học của mình. Somin, Chaekyung và Shiyoon tham gia vào Kara project, một chương trình nhằm mục đích để tìm thành viên mới cho nhóm nhạc nữ Kara, nhưng đã không được lựa chọn. Somin sau đó lại ra mắt trong nhóm nhạc nữ mới nhất DSP Media mang tên April, nhưng sau đó đã rời nhóm, trong khi vào năm 2016, Chaekyung và Shiyoon tham gia chương trình tìm kiếm tài năng Produce 101. Nhưng cả hai loại là 16, và 41 tương ứng. Chaekyung ra mắt với nhóm C.I.V.A, I.B.I và được bổ sung vào April sau khi Hyunjoo rời nhóm.

## Thành viên
- Yoo Hye-in (유혜인)- 15 tháng 6 năm 1994
- Cho Shi-yoon (조시윤)- 21 tháng 2 năm 1996
- Yoon Chaekyung (윤채경)- 7 tháng 7 năm 1996
- Jeon Somin (전소민)- 22 tháng 8 năm 1996
- Jeon Jae-un (전재은)- 24 tháng 2 năm 1998

## Danh sách đĩa nhạc

### Đĩa đơn

#### "チェキ☆ラブ (Cheki☆Love)"
- Phát hành: 05 Tháng 9 2012
- Ngôn ngữ: Nhật Bản
- Hãng đĩa: Universal Music Japan

#### "シュワシュワ BABY (Shwa Shwa BABY)"
- Phát hành: 30 tháng 1 năm 2013
- Ngôn ngữ: Nhật Bản
- Hãng đĩa: Universal Music Japan

## Liên kết
- Trang chủ Lưu trữ ngày 20 tháng 6 năm 2013 tại Wayback Machine (tiếng Nhật)